# Ciencia que ladra...
Ciencia que ladra... es una colección de libros de divulgación científica en Argentina bajo un formato apto para todo público y de ágil lectura, publicada por la editorial siglo XXI y dirigida por el científico Diego Golombek.
Se destaca por la conversión de textos científicos en atractivos libros de divulgación, llenos de recursos literarios como analogías, metáforas, ejemplos, anécdotas curiosas, ficción y humor para explicar ciencia a un público muy amplio que va de niños a adultos, incluyendo docentes que muchas veces utilizan esta colección como lectura complementaria en el secundario, y toda persona interesada en el mundo de la ciencia que no necesariamente tiene una formación científica.
La colección está dividida en dos series: serie clásica y serie mayor. La serie clásica contiene textos atractivos por mostrar fenómenos científicos en temas de la vida cotidiana y la serie mayor se caracteriza por textos más extensos donde se desarrollan temas en mayor profundidad y también ofrece traducciones de obras de autores extranjeros.

## Historia
La serie inició en 2002 con los primeros cinco títulos, de autoría del biólogo y divulgador científico Diego Golombek en conjunto con la Universidad Nacional de Quilmes.
En 2005 se lanzó Matemática... ¿Estás ahí? escrito por Adrián Paenza, un reconocido periodista deportivo con una formación matemática hasta ese momento no muy conocida. Se convirtió en un boom editorial sin precedentes. Fue el libro de no ficción más vendido en 2006 en toda la Argentina e hizo que la colección adquiriera una gran visibilidad. (A 2018 "Matemática... ¿Estás ahí?" lleva más de un millón de ejemplares vendidos)

Con la colección de libros Ciencia que ladra... apuntamos a algo muy difícil, que es tener múltiples niveles de lectura; que un mismo formato, un mismo libro, un mismo programa de tele lo pueda ver un pibe de la primaria y se interese por algo o que le genere una pregunta y que lo pueda ver su profe y se apropie de ese contenido para usar en el aula; que lo pueda ver su papá y su hermano mayor y su abuelo y la pasen bien. Cuando logramos eso, aunque sea en destellos, es el paraíso. Tenemos muchísimo rebote al respecto, tanto de los libros como de la tele. De los libros sabemos que se usan en muchas escuelas.
Diego Golombek, El hombre de dos mundos

A 2018, la colección está compuesta por más de ochenta títulos y más de dos millones de ejemplares vendidos.
En conjunto con el diario argentino La Nación, desde 2011 se realiza el Concurso Internacional de Divulgación Científica "Ciencia que ladra…-La Nación", que luego de varias ediciones se ha consolidado y disfruta de mucho prestigio y reconocimiento en América Latina y España.
Dada la alta repercusión comenzaron a desarrollarse iniciativas de adaptación de los contenidos para aplicación en las escuelas primaria y secundaria.

## La colección en el mundo
Además de su comercialización en América Latina, especialmente en México y Colombia, muchos de los textos han sido traducidos en Alemania, República Checa, Italia, Portugal, Brasil, España, y se destaca el caso de China, donde se lanzarán más de veinte títulos, respetando el diseño de las cubiertas y el nombre de la colección.

## Publicaciones
| ISBN              | Título                                                                        | Autor/Autora                                                      | Serie   |
| ----------------- | ----------------------------------------------------------------------------- | ----------------------------------------------------------------- | ------- |
| 978-987-1105-69-4 | Ahí viene la plaga                                                            | Mario Lozano                                                      | clásica |
| 978-987-1105-70-0 | El huevo y la gallina                                                         | Gabriel Gellon                                                    | clásica |
| 978-987-1105-90-8 | Mejor amigo de la ciencia                                                     | Martín De Ambrosio                                                | clásica |
| 978-987-1105-91-5 | Cielito lindo                                                                 | Elsa Rosenvasser Feher                                            | clásica |
| 978-987-1105-92-2 | La matemática como una de las bellas artes                                    | Pablo Amster                                                      | clásica |
| 978-987-1220-19-9 | Matemática... ¿Estás ahí? 1                                                   | Adrián Paenza                                                     | clásica |
| 978-987-1220-24-3 | Un mundo de hormigas                                                          | Patricia J. Folgarait, Alejandro G. Farji-Brener                  | clásica |
| 978-987-1220-25-0 | Plantas, bacterias, hongos, mi mujer, el cocinero y su amante                 | Luis G. Wall                                                      | clásica |
| 978-987-1220-29-8 | Bio... ¿Qué?                                                                  | Alberto Díaz                                                      | clásica |
| 978-987-1220-49-6 | Agua salada y sangre caliente                                                 | Luis appozzo                                                      | clásica |
| 978-987-1220-52-6 | Qué es y qué no es la evolución                                               | Luciano Levin, María Susana Rossi                                 | clásica |
| 978-987-1220-63-2 | Buenos Aires, un millón de años atrás                                         | Fernando Novas                                                    | mayor   |
| 978-987-1220-64-9 | Matemática... ¿Estás ahí? 2                                                   | Adrián Paenza                                                     | clásica |
| 978-987-1220-67-0 | El Mar                                                                        | Gustavo Lovrich, Javier Calcagno                                  | clásica |
| 978-987-1105-16-8 | Guerra biológica y bioterrorismo                                              | Martín Lema                                                       | clásica |
| 978-987-1220-70-0 | Sexo, drogas y biología                                                       | Diego Golombek                                                    | clásica |
| 978-987-1220-79-3 | Cortar y Pegar                                                                | Pablo Argibay                                                     | clásica |
| 978-987-1220-81-6 | La física en la vida cotidiana                                                | Alberto Rojo                                                      | clásica |
| 978-987-1220-91-5 | El Elixir De La Muerte                                                        | Raúl Alzogaray                                                    | clásica |
| 978-987-1220-93-9 | Había una vez el átomo                                                        | Gabriel Gellon                                                    | clásica |
| 978-987-1220-97-7 | Viejos son los trapos                                                         | Daniel Schávelzon, Ana Igareta                                    | clásica |
| 978-987-629-017-3 | Matemática... ¿Estás ahí? 3                                                   | Adrián Paenza                                                     | clásica |
| 978-987-629-037-1 | Causas y azares                                                               | Gabriel Mindlin                                                   | clásica |
| 978-987-629-065-4 | Matemática... ¿Estás ahí? 100                                                 | Adrián Paenza                                                     | clásica |
| 978-987-629-070-8 | Elogio del desequilibrio                                                      | Marcelino Cereijido                                               | clásica |
| 978-987-629-338-9 | El deportista científico                                                      | Martín De Ambrosio                                                | clásica |
| 978-987-629-084-5 | El científico también es un ser humano                                        | Pablo Kreimer                                                     | clásica |
| 978-987-629-099-9 | Historia universal de la infamia científica                                   | Matías Alinovi                                                    | mayor   |
| 978-987-629-100-2 | El desafío del cangrejo                                                       | Daniel F. Alonso                                                  | clásica |
| 978-987-629-101-9 | Simetría                                                                      | Elsa Rosenvasser Feher                                            | clásica |
| 978-987-629-122-4 | Matemática... ¿Estás ahí? 5                                                   | Adrián Paenza                                                     | clásica |
| 978-987-629-133-0 | Viaje a las estrellas                                                         | Guillermo Abramson                                                | clásica |
| 978-987-629-143-9 | ¡Matemática, maestro!                                                         | Pablo Amster                                                      | clásica |
| 978-987-629-147-7 | La ciencia del color                                                          | Ana von Rebeur                                                    | clásica |
| 978-987-629-161-3 | El jugador científico                                                         | Ariel Arbiser                                                     | clásica |
| 978-987-629-166-8 | ¡Qué porquería las hormonas!                                                  | Juan Carlos Calvo                                                 | clásica |
| 978-987-629-168-2 | El gorila invisible                                                           | Christopher Chabris, Daniel Simons                                | mayor   |
| 978-987-629-179-8 | Los remedios de la abuela                                                     | Valeria Edelsztein                                                | clásica |
| 978-987-629-190-3 | Científicos en el ring                                                        | Juan Nepote                                                       | clásica |
| 978-987-629-193-4 | Cavernas y palacios                                                           | Diego Golombek                                                    | mayor   |
| 978-987-629-195-8 | Manual de gastronomía molecular                                               | Mariana Koppmann                                                  | mayor   |
| 978-987-629-197-2 | Un científico en el museo de arte moderno                                     | Luis Javier Plata Rosas                                           | clásica |
| 978-987-629-206-1 | El azar en la vida cotidiana                                                  | Alberto Rojo                                                      | clásica |
| 978-987-629-217-7 | Una tumba para Los Romanov                                                    | Raúl Alzogaray                                                    | clásica |
| 978-987-629-222-1 | Robots                                                                        | Gonzalo Zabala                                                    | clásica |
| 978-987-629-227-6 | Demoliendo Papers                                                             | Diego Golombek                                                    | clásica |
| 978-987-629-232-0 | Modelo para armar                                                             | Martín Cagliani                                                   | clásica |
| 978-987-629-241-2 | Científicas                                                                   | Valeria Edelsztein                                                | clásica |
| 978-987-629-242-9 | Ciencia en el aire                                                            | Diego Manuel Ruiz                                                 | clásica |
| 978-987-629-244-3 | El nuevo cocinero científico                                                  | Diego Golombek, Pablo Schwarzbaum                                 | clásica |
| 978-987-629-251-1 | Las imágenes del universo                                                     | Marcelo Leonardo Levinas                                          | mayor   |
| 978-987-629-253-5 | Nuevo manual de gastronomía molecular                                         | Mariana Koppmann                                                  | mayor   |
| 978-987-629-258-0 | Una geografía del tiempo                                                      | Robert Levine                                                     | mayor   |
| 978-987-629-261-0 | El teorema del patito feo                                                     | Luis Javier Plata Rosas                                           | clásica |
| 978-987-629-977-0 | Borges y la física cuántica                                                   | Alberto Rojo                                                      | mayor   |
| 978-987-629-300-6 | La química está entre nosotros                                                | Julio José Andrade Gamboa, Hugo Luis Corso                        | clásica |
| 978-987-629-328-0 | El personal trainer científico                                                | Germán Laurora                                                    | clásica |
| 978-987-629-349-5 | La humanidad del genoma                                                       | Alberto Kornblihtt                                                | clásica |
| 978-987-629-351-8 | ¿Por qué los videojuegos pueden mejorar tu vida y cambiar el mundo?           | Jane McGonigal                                                    | mayor   |
| 978-987-629-352-5 | Bioingeniería                                                                 | Máximo Valentinuzzi                                               | clásica |
| 978-987-629-354-9 | La ciencia del sueño                                                          | Diego Calb, Ana Moreno                                            | clásica |
| 978-987-629-355-6 | Simplemente sangre                                                            | Luis Castillo                                                     | clásica |
| 978-987-629-357-0 | Viaje al centro de la tierra                                                  | Diego Manuel Ruiz                                                 | clásica |
| 978-987-629-366-2 | Ciencias exactas, naturales y ridículas                                       | Édouard Launet                                                    | clásica |
| 978-987-629-905-3 | El parrillero científico                                                      | Diego Golombek                                                    | mayor   |
| 978-987-629-398-3 | Qué es (y qué no es) la estadística                                           | Walter Sosa Escudero                                              | clásica |
| 978-987-629-435-5 | Biotecnología en todos lados                                                  | Alberto Díaz                                                      | clásica |
| 978-987-629-448-5 | Los remedios de la abuela... ¡2!                                              | Valeria Edelsztein                                                | clásica |
| 978-987-629-479-9 | Las neuronas de Dios                                                          | Diego Golombek                                                    | mayor   |
| 978-987-629-480-5 | Un científico en el lavadero                                                  | Florencia Servera                                                 | clásica |
| 978-987-629-505-5 | Aprender a leer                                                               | Stanislas Dehaene                                                 | mayor   |
| 978-987-629-506-2 | La conciencia en el cerebro                                                   | Stanislas Dehaene                                                 | mayor   |
| 978-987-629-507-9 | Los Beatles y la ciencia                                                      | Ernesto Blanco                                                    | clásica |
| 978-987-629-528-4 | Neuromagia                                                                    | Andrés Rieznik                                                    | clásica |
| 978-987-629-542-0 | ¡Auxilio, el bebé no llega!                                                   | Silvia Jadur, Viviana Wainstein                                   | clásica |
| 978-987-629-554-3 | El telescopio de las estrellas                                                | Daniel Golombek                                                   | clásica |
| 978-987-629-583-3 | Cazabacterias en la cocina                                                    | Marian Koppmann, María Claudia Degrossi, Roxana Furman            | mayor   |
| 978-987-629-621-2 | El cerebro matemático                                                         | Stanislas Dehaene                                                 | mayor   |
| 978-987-629-623-6 | Ciencia que baila                                                             | Jimena Olmos Asar, Esteban Franceschini                           | clásica |
| 978-987-629-632-8 | La ciencia y los monstruos                                                    | Luis Javier Plata Rosas                                           | clásica |
| 978-987-629-644-1 | La ciencia en la cocina                                                       | Massimiano Bucchi                                                 | mayor   |
| 978-987-629-655-7 | El barman científico                                                          | Facundo Di Genova                                                 | clásica |
| 978-987-629-663-2 | Ciencia nuclear                                                               | Diego Manuel Ruiz                                                 | clásica |
| 978-987-629-704-2 | El mochilero científico                                                       | Florencia Servera                                                 | clásica |
| 978-987-629-721-9 | Neurociencias para presidentes                                                | Diego Golombek, Nora Bär                                          | mayor   |
| 978-987-629-726-4 | La física cuántica                                                            | Juan Pablo Paz                                                    | clásica |
| 978-987-629-781-3 | El embarazo                                                                   | Valeria Edelsztein                                                | mayor   |
| 978-987-629-811-7 | La belleza tiene su ciencia                                                   | Florencia Servera                                                 | clásica |
| 978-987-1220-77-9 | Una historia sentimental de las ciencias                                      | Nicolas Witkowski                                                 | mayor   |
| 978-987-1220-47-2 | Los niños y la ciencia                                                        | Yves Quéré, Georges Charpak, Pierre Léna                          | mayor   |
| 978-987-629-012-8 | ADN: 50 años no es nada                                                       | Alberto Díaz, Diego Golombek                                      | mayor   |
| 978-987-629-347-1 | Ciencia y superhéroes                                                         | Paula Bombara, Andrés Valenzuela                                  | mayor   |
| 978-987-629-358-7 | El cerebro lector                                                             | Stanislas Dehaene                                                 | mayor   |
| 978-987-629-790-5 | Etiquetas bajo la lupa                                                        | Mariana Koppmann, María Claudia Degrossi                          | mayor   |
| 978-987-629-836-0 | ¡7.500 millones de personas!                                                  | Jorge Paz                                                         | clásica |
| 978-987-629-872-8 | La tablet de arquímedes                                                       | Christián C. Carman                                               | clásica |
| 978-987-629-877-3 | En busca de la mente                                                          | Stanislas Dehaene                                                 | mayor   |
| 978-987-629-876-6 | La ciencia es eso que nos pasa mientras estamos ocupados haciendo otras cosas | Diego Golombek                                                    | mayor   |
| 978-987-629-879-7 | Los rolling stones y la ciencia                                               | Ernesto Blanco                                                    | clásica |
| 978-987-629-899-5 | Big data                                                                      | Walter Sosa Escudero                                              | mayor   |
| 978-987-629-969-5 | ¿Cómo aprendemos?                                                             | Stanislas Dehaene                                                 | mayor   |
| 978-987-629-978-7 | Educación sexual integral                                                     | Leandro Cahn, Mar Lucas, Florencia Cortelletti, Cecilia Valeriano | mayor   |
| 978-987-801-017-5 | Pobre cerebro                                                                 | Sebastián Lipina                                                  | mayor   |
| 978-987-629-994-7 | Historias del inframundo biológico                                            | Luis G. Wall                                                      | clásica |
| 978-987-801-041-0 | Borges big data y yo                                                          | Walter Sosa Escudero                                              | mayor   |
| 978-987-801-048-9 | La música del universo                                                        | Gabriela González, Jorge Pullin, Lidia Díaz, Mario Díaz           | mayor   |

## Premios y reconocimientos
2012 - Premio Ciencia que Ladra - La Nación: "Científicas", de Valeria Edelsztein
2014 - Premio Leelavati: Adrían Paenza como mejor divulgador de matemática del mundo (serie: Matemática... ¿estás ahí?, entre otros)
2015 - Premio UNESCO - Kalinga de Divulgación Científica: Diego Golombek
2017 - Premio MEC: "Los Beatles y la Ciencia", de Ernesto Blanco